# Julius Schreck
Julius Schreck (13. srpnja 1898. – 16. svibnja 1936.) bio je jedan od prvih članova NSDAP-a i prvi zapovjednik Schutzstaffela (SS).  

## Životopis
Schreck se pridružio Nacionalsocijalističkoj stranci 1920., skoro u isto vrijeme kao i Adolf Hitler, a njih dvojica razvijaju duboko prijateljstvo. Schreck je također bio veteran iz Prvog svjetskog rata i član Freikorpsa.  
Godine 1921. Schreck je bio jedan od osnivača Sturmabteilunga (SA), a također je pomogao u osnivanju Stabswachea, koji je bio rana satnija SA-a, a njegovi pripadnici bili su Hitlerovi tjelohranitelji. 1923., Schreck je sudjelovao u Pivskom puču, pa je tako završio u zatvoru u Landsbergu, zajedno s ostalim nacionalsocijalistima.
Kada je NSDAP ponovno osnovan 1925, Emil Maurice tražio je od Schrecka da pomogne osnovati novu tjelohraniteljsku satniju za Hitlera čiji će naziv biti Stosstrupp Adolf Hitler. Kasnije, iste godine, skupina od osam ljudi preimenovat će se u Schutzstaffel i Schreck će postati pripadnik SS-a s rednim brojem 5. Hitler je tražio od njega da preuzme zapovjedništvo nad SS-om, pa je tako Schreck postao prvi Reichsführer (iako on sam nikada nije sebi prisvajao ovaj naslov).
Godine 1926., Schreck se prestao je biti Reichführer. Među SS-ovcima i dalje je bio SS-Führer i radio je kao Hitlerov osobni vozač. 1930., nakon što se SS počeo širiti pod Heinrichom Himmlerom, Schreck je postao SS-Standartenführer, no nije imao puno moći u rukama. Ostao je Hitlerov vozač još idućih šest godina, sve dok se nije povukao zbog zdravstvenih razloga. Njegov konačni čin u SS-u bio je SS-Oberführer.
Godine 1936., Julius Schreck obolio je od meningitisa i preminuo 16. svibnja. Dobio je državni pokop na kojemu je Adolf Hitler Schrecku dao razne pohvale. Julius Schreck, posmrtno je promaknut u čin SS-Brigadeführera i postao SS-Ehrenführer (počasni vođa) 1. SS pukovnije "München", koja je dobila njegovo ime "Julius Schreck".